# Msila
Msila, també M'sila, M'Sila o Masila o al-Masila (amazic: ⵜⴰⵎⵙⵉⵍⵜ, Tamsilt; àrab: المسيلة, al-Masīla, derivat segurament de l'àrab massil, que vol dir ‘curs d'aigua’, ja que la ciutat està a la riba del riu El Ksob) és una vila d'Algèria capital de la província del mateix nom, als Altiplans a la vora nord de la depressió d'Hodna. La seva població actual s'estima en 123.000 habitants.

## Història
Ja en temps dels romans s'havien establert una sèrie de fortaleses a la zona per frenar atacs nòmades. La potent fortalesa de Lambèse (Lambaesis) ja vigilava el límit del Zab amb la Legio III Augusta. La situació va tornar a ser similar quan els romans d'Orient van recuperar Àfrica dels vàndals.
La ciutat fou fundada pel príncep fatimita d'Ifríqiya Abu-l-Qàssim Muhàmmad, el futur al-Qàïm bi-amr-Al·lah (934-946), el 927 com a posició d'avantguarda per dominar el Zab, prop de l'antiga Zabi a l'oest de Lambaesis. El príncep havia fet una expedició al Zab i Tahart especialment contra la turbulenta tribu dels Kamlan. Va encarregar la fundació al seu lloctinent Alí ibn Hamdun que s'hi instal·laria amb les seves tropes (adjisa i eslaus, i els kamlans sotmesos). El seu nom inicial fou Muhammadiyya, del nom del príncep, però de seguida fou coneguda com a Msila per la seva posició al costat d'un curs d'aigua, el uadi Sahr (modern oued Ksob). El districte de Msila fou així una marca fronterera occidental, destinada a frenar les incursions dels nòmades amazics (Birzal, Muzata, Kamlan i altres Huwwara, del gran grup zeneta) en direcció a Kairuan controlant el congost d'al-Kantara amb les valls del uadis Maskayana i Mellègue al nord-oest, que eren la via natural de penetració. Si els nòmades ja havien estat hostils als aglabites que eren sunnites, més ho eren ara als fatimites xiïtes que a més tenien com auxiliars als kutames, els seus enemics tradicionals.
Sota Alí ibn Hamdun la ciutat va suplantar a Tobna com a capital del Zab, i va esdevenir una ciutat pròspera capital d'un virtual principat dins el regne fatimita. La primera muralla fou reforçada amb un segon mur i un canal (alimentat pel riu) entre les dues muralles, que al mateix temps servia d'abastiment d'aigua per la població i per regar. Aquesta aigua va permetre grans extensions de fruiters, el cultiu extensiu dels cereals i una ramaderia en expansió; a més la seva situació en un encreuament de camins servia per afavorir el comerç, i les reserves acumulades abastien a les tropes quan es feien expedicions de càstig contra els nòmades.
Durant la revolta de l'home de l'ase, Abu Yazid, mentre aquest estava assetjant Mahdia, Alí ibn Hamdun va intentar agafar per l'esquena als rebels i unir les seves forces a las d'Ibn al-Kalbi que havia sortit de Tunis cap a Mahdia en ajut dels assetjats, però fou derrotat pel fill d'Abu Yazid, Ayyub, a la vora del riu Medjerda i va resultar mort (novembre del 945). Llavors Jàfar ibn Alí ibn Hamdun (Jàfar ibn Alí ibn Hamdun al-Andalussí), criat a la cort fatimita (junt amb el seu germà Yahya) i que era germà de llet de Muadh, el futur califa al-Muizz) va ser nomenat governador de Msila; després de la derrota d'Abu Yazid a Makkara (12 djumada I-Ula/14 de desembre del 946) el califa al-Mansur va poder entrar a Msila que va jugar el paper de base militar del fatimites en la resta de les operacions que van portar a liquidar la revolta l'agost del 947.
Msila no va deixar de prosperar i va esdevenir una capital provincial principal a més del seu paper militar. Al mateix temps al massís de Titteri, l'emir dels sanhadja Ziri ibn Manad fundava Ashir, fortalesa inexpugnable destinada a reforçar el poder fatimita sobre els zenetes. Jàfar va començar a regnar com a autèntic emir recolzant-se a vegades amb Ziri i els sanhadjes i a vegades amb els zenetes. Va construir un castell i va disposar de notables riqueses que li permetien tenir un cort important, sobretot literària, freqüentada per poetes i erudits entre els quals el poeta Ibn Hani. Jàfar governava la província amb autoritat de virrei amb plens poder civils, econòmics, religiosos i militars (istikfa); el seu nomenament fou dels anomenats de confiança (bi-l-amana) que no requeria el dipòsit previ d'una quantitat al tresor (daman). L'enfrontament amb l'emir dels sanhadja Ziri ibn Manad i les seves bones relacions amb els zenetes (enemics dels kutames i dels fatimites i favorables als omeies andalusins) van molestar a al-Muizz; agents omeies estaven a la cort de Msila amb el consentiment de Jàfar i això va acabar de deteriorar les relacions entre els dos homes. Jàfar finalment va desafiar al seu germà de llet i es va declarar pels zenetes en contra dels sanhadjes i finalment en oberta rebel·lió contra el califa fatimita (el que va comportar que poc després es va declarar pels omeies).
Els fatimites el 962 estaven progressant cap al Magreb occidental i els omeies només conservaven Ceuta i Tànger, però mercès a l'acció de Muhammad ibn al-Khayr ibn Muhammad, el nou cap dels maghrawes, grup dels zenetes, els fatimites van haver de retrocedir cap a l'est. Muhammad es va apoderar del Magreb central i va crear un gran estat maghrawa sota protectorat omeia; aquest estat va durant en total uns 15 anys; fou posat en perill fins que l'ara governador fatimita d'Ifríqiya, Ziri ibn Manad, l'emir del gran grup amazic sanhadja, tradicionalment hostil als zenetes en general i especialment als maghrawes, va rebre orde del califa fatimita (que el 969 havia conquerit Egipte) d'aturar l'expansió d'aquests i apoderar-se dels seus territoris. Va reunir un exèrcit (971) i la primera batalla es va lliurar el 15 de febrer del 971 probablement prop de Tlemcen, i els maghrawes i aliats zenates van ser derrotats de manera decisiva. Muhammad es va suïcidar i altres disset emirs maghrawes i zenates van quedar morts sobre el camp de batalla. Però els maghrawes es van reagrupar sota al-Khayr ibn Muhammad ibn al-Khayr, el fill de l'emir que s'havia suïcidat, i van poder formar aliança amb Jàfar ibn Alí ibn Hamdun el governador fatimita del Zab, revoltat; els rebels van reconèixer la sobirania omeia cordovesa; tres mesos més tard foren atacats prop de Tahert, i van infligir una derrota important a l'exèrcit fatimita (zírida).
Ziri ibn Manad va morir en lluita contra Jàfar al començament de l'estiu del 971, i el seu fill Bulugguín ibn Ziri, fou designat nou governador fatimita de l'Ifríqiya com a successor del seu pare i el 2 d'octubre del 972 el califa el va investir com a governador de tot el Magreb sota sobirania fatimita a l'oest de Tripolitana. Ibn khaldun esmenta com a caps dels maghrawes en aquest temps, a part d'al-Khayr ibn Muhammad ibn al-Khayr, a Ziri ibn Khazar, Ziri ibn Atiyya, Mukatil ibn Atiyya -germà de l'anterior-, Khazrun ibn Muhammad i Falful ibn Said, tots els quals apareixen entre els principals col·laboradors de Jàfar ibn Alí ibn Hamdun, designat vers 975/976 per al-Hàkam II (califa omeia del 961 al 976) com a governador omeia del Magreb. Jàfar va esdevenir també comandant en cap de les forces col·ligades (vers 975/976), però al cap d'un temps van haver d'evacuar el Magreb central davant l'ofensiva fatimita del 979 dirigida per Bulugguín ibn Ziri.
Eliminats els Banu Hamdun, Msila va començar a perdre importància en profit d'Ashir. La guerra contra els zenetes va seguir i sota l'emir Nàssir-ad-Dawla Badis ibn al-Mansur (996-1016) l'oncle d'aquest, Hammad ibn Bulugguín, va fundar una nova ciutat a uns 20 km al nord-est de Msila coneguda com la Kala dels Banu Hammad, que seria la nova capital provincial i la base militar des d'on dominar als zenetes. Segons Ibn Khaldun la població fou construïda en dos anys i després embellida pels successor d'Hammad, que va fundar la dinastia hammàdida, especialment an-Nàssir ibn Alannàs (1062-1089) i al-Mansur ibn an-Nàssir (1089-1105). Msila va perdre importància al deixar de ser capital mentre la Kala augmentava.
Amb la invasió hilàlida les regions del Zab i Hodna, com la mateixa Ifríqiya pròpia, foren devastades pels àrabs Athbadj, Riyah i Zugbha del grup dels Banu Sulaym. Msila, la Kala, Ashir i altres llocs foren devastats, però mentre la Kala i Ashir no es van recuperar, Msila va subsistir sota els almohades, encara que la capital va passar a Bugia. Al final del segle xii els mallorquins Banu Ghaniya, oposats als almohades, hi van causar danys però en aquest temps va donar també personalitat com Abu Alí al-Massilí o Àhmad ibn Harb.
Després va patir en les lluites entre hàfsides i abdalwadites. Els dawudiyya van intentar imposar el seu domini a la regió. El domini de les tribus àrabs nòmades al Zab i l'Hodna va acabar de fer perdre a Msila el rang de ciutat i va passar a ser un poble al segle xv, fins a la segona meitat del segle xx, amb la independència algeriana, quan fou escollida com a vila pilot per la transició dels nòmades al sedentarisme, amb la construcció d'un poble a la rodalia amb materials locals que es va dir Maader. Als darrers anys del segle xx fou refugi de guerrillers islamistes i el govern va haver de fer algunes campanyes per netejar la zona.

## Emirs de Masila, dinastia Banu Hamdun
- Alí ibn Hamdun al-Andalussí, 927-945
- Jàfar ibn Alí ibn Hamdun al-Andalussí, 945-979